# Битва при Брамем-Муре
Битва при Брамем-Муре произошла 19 февраля 1408 года в Йоркшире (Северная Англия) и стала финальным событием восстания Перси. Правительственная армия под командованием верховного шерифа Йоркшира сэра Томаса Рокби разбила мятежников во главе с Генри Перси, 1-м графом Нортумберлендом. Перси погиб в бою, ещё один мятежный лорд, барон Бардольф, был смертельно ранен.

## Предыстория
Перси были самым могущественным семейством на севере Англии. Они правили как почти независимые владетели обширными землями и защищали северную границу королевства от шотландской угрозы. Генри Перси, 1-й граф Нортумберленд, в 1399 году поддержал переворот Генриха IV, но позже рассорился с этим королём. В 1402 году дело дошло до открытого конфликта из-за знатных шотландских пленников, которых король забрал себе. В 1403 году Перси подняли восстание, во время которого они были разбито при Шрусбери, причём в схватке погиб сын графа, Генри Хотспур, и брат, граф Вустер. Нортумберленд присоединиться к битве не успел и был помилован королём, хотя и потерял ряд должностей и влияние в англо-шотландском пограничье, но основные владения сохранил. В 1405 году он был одним из лидеров Северного восстания, но бросил своих союзников — Ричарда Скрупа и Томаса Моубрея, 4-го графа Норфолка, в итоге разгромленных в битве при Шиптон-Муре, после чего бежал в Шотландию. Его владения и титулы были конфискованы.
Со своим союзником Томасом Бардольфом Перси пытался организовать в Англии новое восстание. В 1408 году последовала отчаянная попытка вторжения Перси в Англию с шотландцами. В Нортумберленде он пополнил армию за счёт своих вассалов и двинулся дальше, в Йоркшир.

## Ход сражения
На пути к Йорку, у селению Брамем-Мур (к югу от Уэтерби) путь мятежникам преградила правительственная армия под командованием сэра Томаса де Рокби, верховного шерифа Йоркшира. О численности армий ничего не известно; ясно, что Перси не нашёл в Англии массовой поддержки, на которую рассчитывал, но силы противников, по-видимому, были примерно равны. Подробностей о ходе сражения источники тоже не сообщают. Судя по имеющимся скудным данным, битва при Брамем-Муре была вполне типичной для европейского средневековья: это была ожесточённая рукопашная, в ходе которой командование практически не контролировало свои армии, так что какие-либо маневры не предпринимались. Возможно, исход боя решили лучники, которых было много в войске Рокби. Мятежники были разгромлены, уцелевшие бежали на север, в Шотландию. Генри Перси погиб в схватке, а его союзник, барон Бардольф, был тяжело ранен и умер вскоре после битвы. Ещё один высокопоставленный мятежник, епископ Бангора, попал в плен, но был пощажён из-за своего священнического облачения, тогда как аббата Хайлеса, одетого в доспехи, казнили.
Тело Нортумберленда подвергли символической казни, предусмотренной английскими законами для изменников: его повесили, выпотрошили и четвертовали, а обрубки разослали по разным городам Англии.

## Результаты
Результатом битвы стал политический передел английского Севера. Могущество Перси было подорвано, владения Бардольфов были конфискованы. Самым могущественным семейством в регионе стали Невиллы — верные вассалы Ланкастеров, получившие титул графов Уэстморленд. Позже Перси восстановили свои позиции, и распря между ними и Невиллами стала важной составляющей Войн Алой и Белой розы.